# Aubusson-d'Auvergne
Pour les articles homonymes, voir Aubusson et Auvergne (homonymie).
Aubusson-d'Auvergne est une commune française située dans le département du Puy-de-Dôme, en région Auvergne-Rhône-Alpes. Elle est adhérente du parc naturel régional Livradois-Forez.

## Géographie
|           | Vollore-Ville       |            |
|           | Aubusson-d'Auvergne |            |
| Courpière |                     | Augerolles |

### Climat
Pour des articles plus généraux, voir Climat d'Auvergne-Rhône-Alpes et Climat du Puy-de-Dôme.
En 2010, le climat de la commune est de type climat des marges montargnardes, selon une étude du Centre national de la recherche scientifique s'appuyant sur une série de données couvrant la période 1971-2000. En 2020, Météo-France publie une typologie des climats de la France métropolitaine dans laquelle la commune est exposée à un climat de montagne ou de marges de montagne et est dans la région climatique Nord-est du Massif Central, caractérisée par une pluviométrie annuelle de 800 à 1 200 mm, bien répartie dans l’année.
Pour la période 1971-2000, la température annuelle moyenne est de 11,4 °C, avec une amplitude thermique annuelle de 17,1 °C. Le cumul annuel moyen de précipitations est de 993 mm, avec 11,4 jours de précipitations en janvier et 8,4 jours en juillet. Pour la période 1991-2020, la température moyenne annuelle observée sur la station météorologique de Météo-France la plus proche, « Courpière », sur la commune de Courpière à 6 km à vol d'oiseau, est de 11,8 °C et le cumul annuel moyen de précipitations est de 876,9 mm,. Pour l'avenir, les paramètres climatiques de la commune estimés pour 2050 selon différents scénarios d'émission de gaz à effet de serre sont consultables sur un site dédié publié par Météo-France en novembre 2022.

## Urbanisme

### Typologie
Au 1er janvier 2024, Aubusson-d'Auvergne est catégorisée commune rurale à habitat dispersé, selon la nouvelle grille communale de densité à sept niveaux définie par l'Insee en 2022.
Elle est située hors unité urbaine. Par ailleurs la commune fait partie de l'aire d'attraction de Thiers, dont elle est une commune de la couronne,. Cette aire, qui regroupe 19 communes, est catégorisée dans les aires de moins de 50 000 habitants,.

### Occupation des sols
L'occupation des sols de la commune, telle qu'elle ressort de la base de données européenne d’occupation biophysique des sols Corine Land Cover (CLC), est marquée par l'importance des territoires agricoles (73,8 % en 2018), en diminution par rapport à 1990 (75,2 %). La répartition détaillée en 2018 est la suivante : prairies (44 %), zones agricoles hétérogènes (25,4 %), forêts (24 %), terres arables (4,5 %), eaux continentales (2,2 %). L'évolution de l’occupation des sols de la commune et de ses infrastructures peut être observée sur les différentes représentations cartographiques du territoire : la carte de Cassini (XVIIIe siècle), la carte d'état-major (1820-1866) et les cartes ou photos aériennes de l'IGN pour la période actuelle (1950 à aujourd'hui).

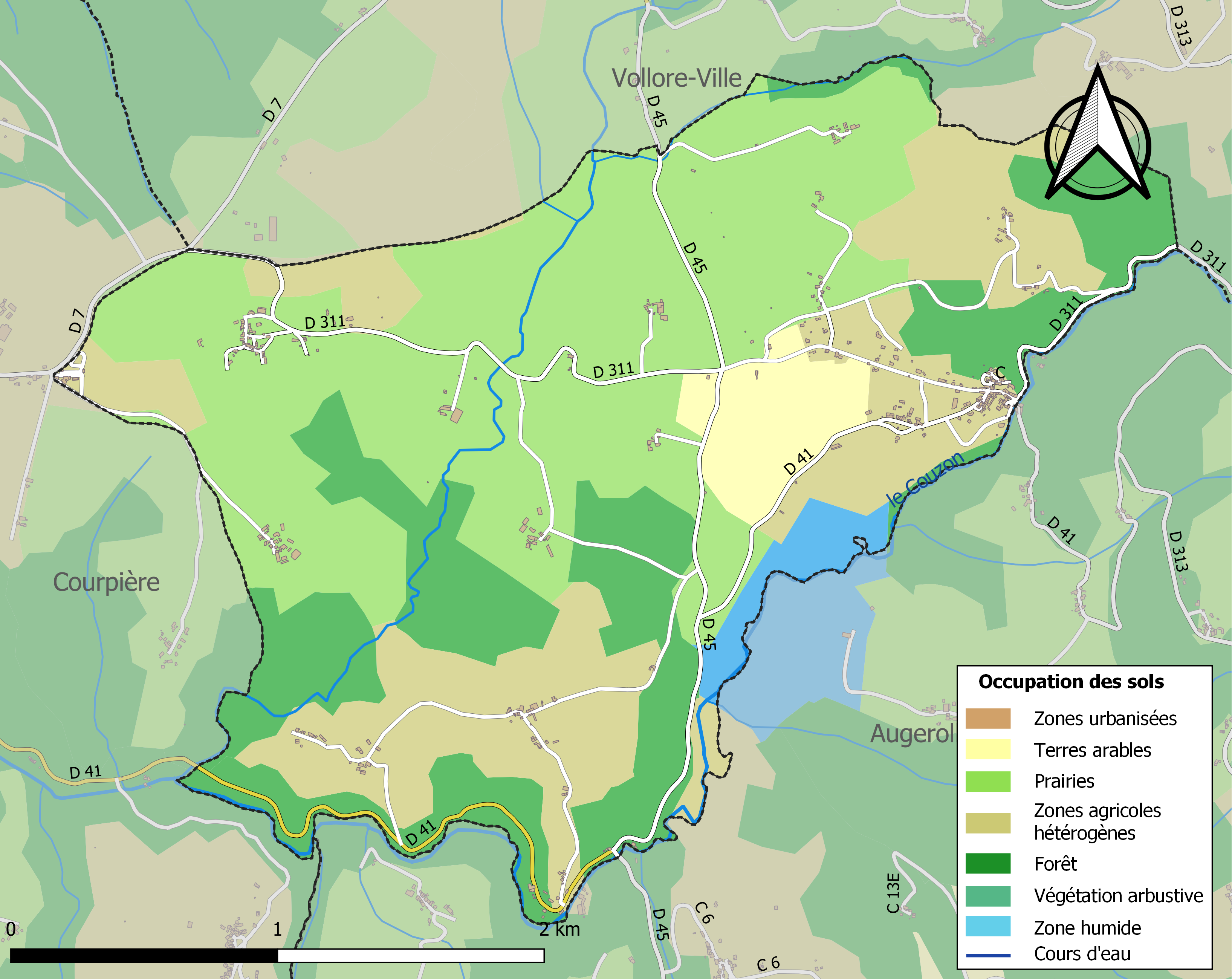
Carte des infrastructures et de l'occupation des sols de la commune en 2018 (CLC).

## Politique et administration

### Découpage territorial
La commune d'Aubusson-d'Auvergne est membre de la communauté de communes Thiers Dore et Montagne, un établissement public de coopération intercommunale (EPCI) à fiscalité propre créé le 1er janvier 2017 dont le siège est à Thiers. Ce dernier est par ailleurs membre d'autres groupements intercommunaux. Jusqu'en 2016, elle faisait partie de la communauté de communes du pays de Courpière.
Sur le plan administratif, elle est rattachée à l'arrondissement de Thiers, à la circonscription administrative de l'État du Puy-de-Dôme et à la région Auvergne-Rhône-Alpes. Jusqu'en mars 2015, elle faisait partie du canton de Courpière.
Sur le plan électoral, elle dépend du canton des Monts du Livradois pour l'élection des conseillers départementaux, depuis le redécoupage cantonal de 2014 entré en vigueur en 2015, et de la cinquième circonscription du Puy-de-Dôme pour les élections législatives, depuis le dernier découpage électoral de 2010.

### Élections municipales et communautaires

#### Élections de 2020
Le conseil municipal d'Aubusson-d'Auvergne, commune de moins de 1 000 habitants, est élu au scrutin majoritaire plurinominal à deux tours avec candidatures isolées ou groupées et possibilité de panachage. Compte tenu de la population communale, le nombre de sièges à pourvoir lors des élections municipales de 2020 est de 11. La totalité des onze candidats en lice est élue dès le premier tour, le 15 mars 2020, avec un taux de participation de 56,54 %.

#### Chronologie des maires
| Période                                  | Période                   | Identité             | Étiquette | Qualité           |
| ---------------------------------------- | ------------------------- | -------------------- | --------- | ----------------- |
| Les données manquantes sont à compléter. |                           |                      |           |                   |
| avant 1988                               | ?                         | Jean-Claude Decouzon |           |                   |
| mars 2001                                | mai 2020                  | Gilles Laluque       | PS        | Chargé de mission |
| mai 2020                                 | En cours (au 2 août 2020) | Bernard Lorton       |           | Retraité          |

## Population et société

### Démographie
Les habitants sont nommés les Aubussonnais.

L'évolution du nombre d'habitants est connue à travers les recensements de la population effectués dans la commune depuis 1793. Pour les communes de moins de 10 000 habitants, une enquête de recensement portant sur toute la population est réalisée tous les cinq ans, les populations de référence des années intermédiaires étant quant à elles estimées par interpolation ou extrapolation. Pour la commune, le premier recensement exhaustif entrant dans le cadre du nouveau dispositif a été réalisé en 2005.

En 2022, la commune comptait 216 habitants, en évolution de −15,62 % par rapport à 2016 (Puy-de-Dôme : +2,1 %, France hors Mayotte : +2,11 %).
| 1793 | 1800 | 1806 | 1821 | 1831 | 1836 | 1841 | 1846 | 1851 |
| ---- | ---- | ---- | ---- | ---- | ---- | ---- | ---- | ---- |
| 513  | 559  | 617  | 820  | 743  | 775  | 796  | 751  | 686  |

| 1856 | 1861 | 1866 | 1872 | 1876 | 1881 | 1886 | 1891 | 1896 |
| ---- | ---- | ---- | ---- | ---- | ---- | ---- | ---- | ---- |
| 691  | 648  | 707  | 729  | 708  | 660  | 642  | 650  | 655  |

| 1901 | 1906 | 1911 | 1921 | 1926 | 1931 | 1936 | 1946 | 1954 |
| ---- | ---- | ---- | ---- | ---- | ---- | ---- | ---- | ---- |
| 611  | 592  | 540  | 428  | 413  | 406  | 390  | 350  | 304  |

| 1962 | 1968 | 1975 | 1982 | 1990 | 1999 | 2005 | 2006 | 2010 |
| ---- | ---- | ---- | ---- | ---- | ---- | ---- | ---- | ---- |
| 278  | 242  | 221  | 194  | 191  | 220  | 220  | 221  | 241  |

| 2015 | 2020 | 2022 | - | - | - | - | - | - |
| ---- | ---- | ---- | - | - | - | - | - | - |
| 253  | 223  | 216  | - | - | - | - | - | - |

## Culture locale et patrimoine

### Lieux et monuments

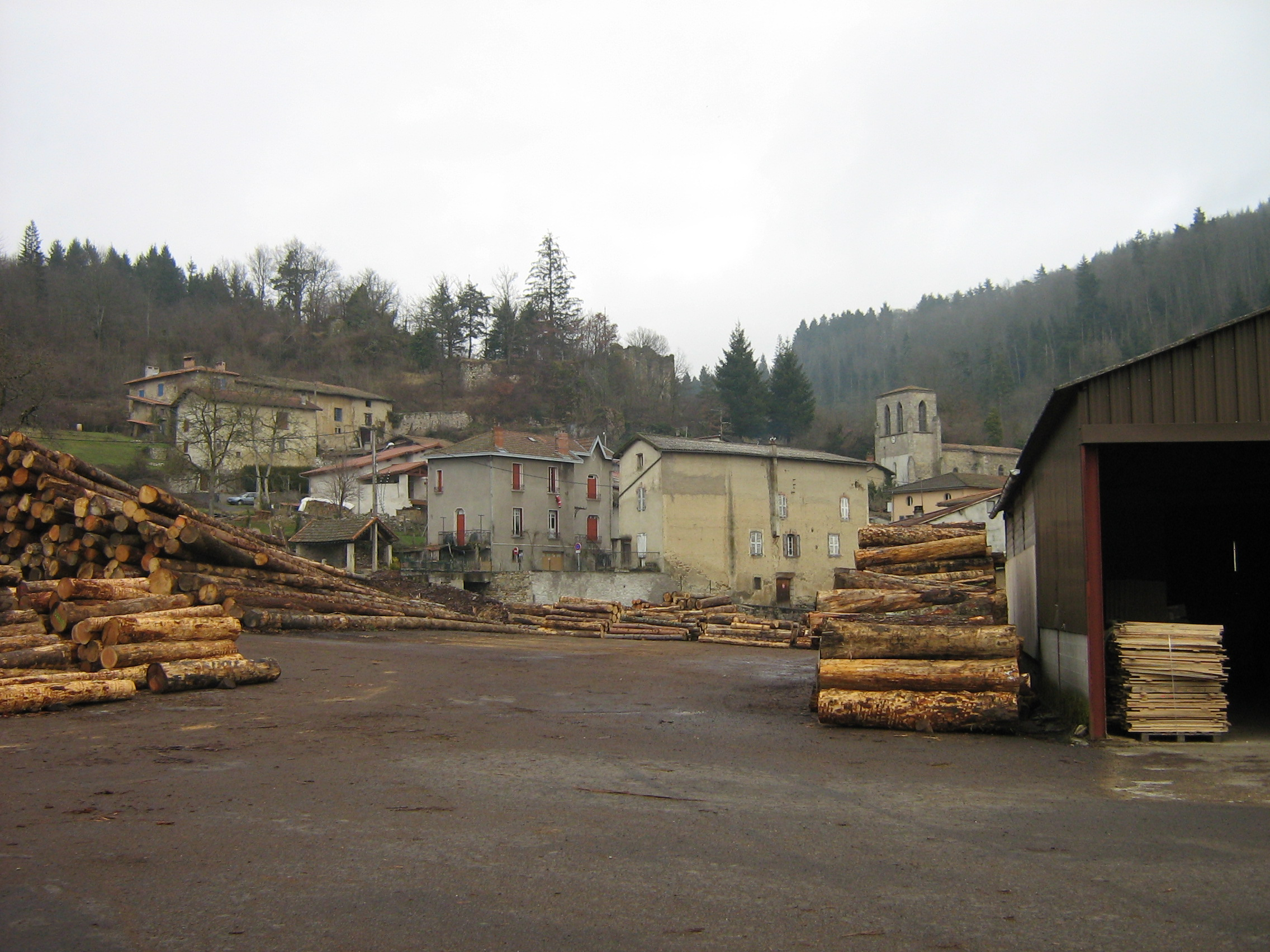
Le bourg.

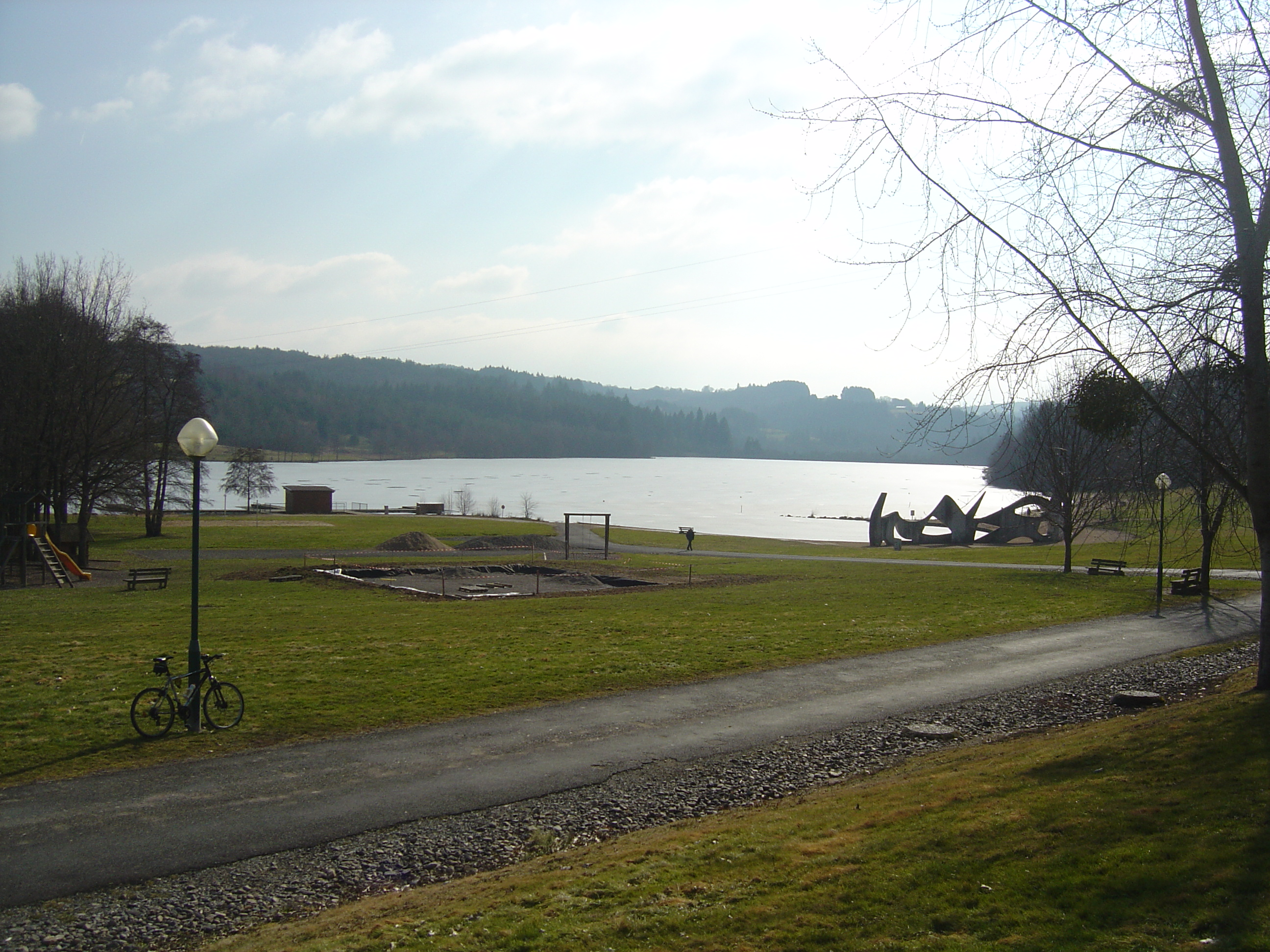
Lac d'Aubusson.

- La commune est bordée d'un lac d'Aubusson d'Auvergne créé par treize communes environnantes en 1990, d'une surface aquatique de 28 ha. Il comprend une base nautique et des aires de jeux. Il est un des sites touristiques majeurs du parc naturel régional Livradois-Forez.
- L'église Notre-Dame d'Espinasse, de style roman et datant du XVe siècle et son Tilleul de Sully, vieux de plus de 500 ans, planté à la suite du pèlerinage de la famille Deschanel.
- L'église du centre du bourg, construite également au XVe siècle par les châtelains puis devenue église paroissiale en 1620. Elle comprend une statue de la Vierge datant du XIe siècle, mais aussi une autre du XIIIe siècle et un christ du XIIIe siècle également. Les deux représentations de la Vierge ont été faites en bois polychrome, avec la technique dite « Scottarmo » qui assure au bois une remarquable solidité.